# James Sclafer
James Sclafer, né le 3 mars 1878 à Jonzac (Charente-Inférieure) et mort le 3 novembre 1956 dans la même ville, est un avocat et homme politique français.

## Biographie
Marc Marie Pierre James Sclafer est le fils de Marc Charles Marie Sclafer, pharmacien, et de Marie Suzanne Émilie Marraud.
Après une carrière dans les cabinets ministériels avant 1914, il se lance comme avocat et journaliste après 1919. En 1924, il est élu député radical de la Charente-Inférieure. Élu au Sénat en 1940, il n'y siège que quelques semaines, avant de voter les pleins pouvoirs au maréchal Pétain, le 10 juillet 1940.
Le 17 mai 1923 à Paris 5e, il épouse Hélène Eva Braquet.